# Laura Blindkilde
Laura Madison Blindkilde Brown (Worcester, 9 settembre 2003) è una calciatrice inglese, centrocampista del Manchester City, della nazionale inglese under 23 e della nazionale inglese.

## Carriera

### Club
Dopo aver praticato il calcio in una squadra maschile di Worcester, all'età di 9 anni si unisce alla squadra under 11 dell'Aston Villa, per poi passare (cinque anni dopo) al Birmingham City, dove viene inserita nella squadra under 21.
Esordisce in prima squadra nel dicembre del 2019, nella partita di FA Women's League Cup contro il Manchester United, il 5 gennaio 2020, invece, ottiene la prima presenza in campionato, contro l'Arsenal.
A giugno 2020 si trasferisce all'Aston Villa, con cui firma il primo contratto professionistico il 9 settembre 2021. Sia nelle stagioni 2021-2022 che 2022-2023 viene nominata Giovane Calciatrice dell'Anno del club.
Il 31 gennaio 2024 viene ingaggiata dal Manchester City, con cui firma un contratto di tre anni e mezzo, fino all'estate del 2027. Il 21 aprile senga la sua prima rete nel match di campionato vinto 5-0 contro il West Ham.

### Nazionale
A livello giovanile, ha vestito le maglie di Inghilterra U-17, Inghilterra U-19 e Inghilterra U-23, per poi essere convocata per la prima volta in nazionale maggiore il 19 novembre 2024, in vista di due amichevoli contro Stati Uniti e Svizzera. L'esordio effettivo avviene però il 3 dicembre, contro la Svizzera.

## Statistiche

### Presenze e reti nei club
Statistiche aggiornate al 2 marzo 2025.
| Stagione               | Squadra                | Campionato             | Campionato | Campionato | Coppe nazionali | Coppe nazionali | Coppe nazionali | Coppe continentali | Coppe continentali | Coppe continentali | Altre coppe | Altre coppe | Altre coppe | Totale | Totale |
| Stagione               | Squadra                | Comp                   | Pres       | Reti       | Comp            | Pres            | Reti            | Comp               | Pres               | Reti               | Comp        | Pres        | Reti        | Pres   | Reti   |
| ---------------------- | ---------------------- | ---------------------- | ---------- | ---------- | --------------- | --------------- | --------------- | ------------------ | ------------------ | ------------------ | ----------- | ----------- | ----------- | ------ | ------ |
| 2019-2020              | Birmingham City        | WSL                    | 1          | 0          | FACup+CdL       | 0+1             | 0+0             | -                  | -                  | -                  | -           | -           | -           | 2      | 0      |
| 2020-2021              | Aston Villa            | WSL                    | 0          | 0          | FACup+CdL       | 0               | 0               | -                  | -                  | -                  | -           | -           | -           | 0      | 0      |
| 2021-2022              | Aston Villa            | WSL                    | 11         | 0          | FACup+CdL       | 1+3             | 0+1             | -                  | -                  | -                  | -           | -           | -           | 15     | 1      |
| 2022-2023              | Aston Villa            | WSL                    | 21         | 0          | FACup+CdL       | 3+5             | 1+0             | -                  | -                  | -                  | -           | -           | -           | 29     | 1      |
| 2023-gen. 2024         | Aston Villa            | WSL                    | 9          | 0          | FACup+CdL       | 1+4             | 0+0             | -                  | -                  | -                  | -           | -           | -           | 14     | 0      |
| Totale Aston Villa     | Totale Aston Villa     | Totale Aston Villa     | 41         | 0          |                 | 17              | 2               |                    | 0                  | 0                  |             | 0           | 0           | 58     | 2      |
| gen.-giu. 2024         | Manchester City        | WSL                    | 6          | 1          | FACup+CdL       | 0               | 0               | -                  | -                  | -                  | -           | -           | -           | 6      | 1      |
| 2024-2025              | Manchester City        | WSL                    | 9          | 0          | FACup+CdL       | 3+1             | 0+0             | UWCL               | 8                  | 1                  | -           | -           | -           | 21     | 1      |
| Totale Manchester City | Totale Manchester City | Totale Manchester City | 15         | 1          |                 | 4               | 0               |                    | 8                  | 1                  |             | 27          | 2           | 58     | 2      |
| Totale carriera        | Totale carriera        | Totale carriera        | 57         | 1          |                 | 22              | 2               |                    | 8                  | 1                  |             | 0           | 0           | 87     | 4      |

### Cronologia presenze e reti in nazionale
| Cronologia completa delle presenze e delle reti in nazionale ― Inghilterra | Cronologia completa delle presenze e delle reti in nazionale ― Inghilterra | Cronologia completa delle presenze e delle reti in nazionale ― Inghilterra | Cronologia completa delle presenze e delle reti in nazionale ― Inghilterra | Cronologia completa delle presenze e delle reti in nazionale ― Inghilterra | Cronologia completa delle presenze e delle reti in nazionale ― Inghilterra | Cronologia completa delle presenze e delle reti in nazionale ― Inghilterra | Cronologia completa delle presenze e delle reti in nazionale ― Inghilterra |
| Data                                                                       | Città                                                                      | In casa                                                                    | Risultato                                                                  | Ospiti                                                                     | Competizione                                                               | Reti                                                                       | Note                                                                       |
| -------------------------------------------------------------------------- | -------------------------------------------------------------------------- | -------------------------------------------------------------------------- | -------------------------------------------------------------------------- | -------------------------------------------------------------------------- | -------------------------------------------------------------------------- | -------------------------------------------------------------------------- | -------------------------------------------------------------------------- |
| 3-12-2024                                                                  | Sheffield                                                                  | Inghilterra                                                                | 1 – 0                                                                      | Svizzera                                                                   | Amichevole                                                                 | -                                                                          | 84’                                                                        |
| Totale                                                                     |                                                                            | Presenze                                                                   | 1                                                                          |                                                                            | Reti                                                                       | 0                                                                          |                                                                            |

## Palmarès
- Giovane calciatrice dell'anno dell'Aston Villa: 2

2021-2022, 2022-2023